# Jezioro Leśne (Wrocław)
Jezioro Leśne (Waldsee) – niewielki zbiornik wodny położony we wschodniej części Wrocławia, w rejonie osiedli Strachocin i Wojnów. Zbiornik ten stanowi rozszerzenie (rozlewisko) Piskornej. Obejmuje pozostałość starorzecza jednego z nieistniejących już ramion bocznych rzeki Odra. Jego długość wynosi około 200 m. Położony jest w otoczeniu niewielkich łąk i Lasu Strachocińskiego. Położone jest około 119 m n.p.m.. Wokół Jeziora Leśnego stwierdzono występowanie interesujących zespołów roślinności wilgociolubnej. Jezioro otoczone jest roślinnością szuwarową, między innymi: trzcina, manna mielec, turzyce, tatarak. Występują tu także między innymi ślimaki: błotniarka i zatoczek. Stwierdzono obecność w tym miejscu licznych gatunków ptaków wodnych. Są to między innymi: wodnik, bączek, perkozy, brzęczka i błotniak stawowy. Jest też miejscem rozrodu płazów.